# Theoretical Computer Science
Theoretical Computer Science (abrégé en TCS) est une revue scientifique publiée par Elsevier Science, dont la parution a commencé en 1975 et qui couvre l'ensemble de l'informatique théorique. Maurice Nivat en est le fondateur et l'éditeur en chef pendant environ vingt-cinq ans, et Grzegorz Rozenberg est l'éditeur fondateur de la section C : Theory of Natural Computing.

## Description
Le journal publie maintenant 52 numéros par an. Il est indexé et ses résumés sont publiés par les bases Scopus et Science Citation Index. Il est couvert par DBLP. D'après le Journal Citation Reports, en 2014 le facteur d'impact du journal est 0,657 et son facteur d'impact sur 5 ans est 0,747. Le journal se classe en 306e position des revues informatiques, avec un coefficient 1,096 dans le SJR (SCImago Journal Rank) en 2014.

## Domaine
Le journal publie des articles d'informatique théorique. Les articles sont groupés en trois sections selon leur nature : la première section (TCS-A) est intitulée Algorithms, automata, complexity and games, la deuxième (TCS-B) Logic, semantics and theory of programming et la troisième (TCS-C) Theory of Natural Computing.
Le journal a été dirigé pendant quelque 25 années par Maurice Nivat.
En février 2016, le comité de rédaction est composé d'une centaine de membres, et les rédacteurs en chef sont D. Sannella, Lila Kari et Paul G. Spirakis. La revue publie un volume par semaine. Chaque volume comporte approximativement une centaine de pages.

## Libre accès
La revue n'est pas en libre accès, mais Elsevier a aménagé une possibilité de libre accès, une formule appelée open access : les auteurs conservent les droits d'auteur, la lecture est libre et gratuite, la licence est CC BY ou CC BY-NC-ND. Pour cette option, les auteurs (ou leurs institutions) payent une taxe de 1 500 $. L'éditeur Elsevier utilise par ailleurs une formule appelée open archive qui permet l'accès libre aux articles de certaines revues après un délai d'attente. Pour Theoretical Computer Science, ce délai est de 48 mois.